# Mimoúrovňová křižovatka Českobrodská
Mimoúrovňová křižovatka Českobrodská je mimoúrovňová křižovatka na východním okraji Prahy v Běchovicích. Kříží se zde Pražský okruh s Českobrodskou ulicí, po které do jejího přeložení vede silnicí I/12, která zde začíná a dále vede na Kolín. Pro tranzitní dopravu tak tento výjezd bude nahrazen MÚK Dubeč. Se zprovozněním navazujícího úseku okruhu (511) a přeložky I/12 se počítá v roce 2027.

## Historie
Křižovatka se nachází na západním okraji Běchovic u hranice s Dolními Počernicemi přibližně 800 metrů severně od budoucího křížení Pražského okruhu s přeložkou silnice I/12 v nadmořské výšce 235 m n. m.. Severním směrem vede Pražský okruh po estakádě přes železniční trať Praha – Kolín – Česká Třebová a Počernický rybník.
Úsek Pražského okruhu mezi Satalicemi a Běchovicemi (510) byl zprovozněn nejprve 12. října 1984, plně pak 5. listopadu 1993 a do zhotovení navazujícího úseku okruhu (511) plynule přechází do Štěrboholské radiály otevřené 27. srpna 1999.
Původní termín zahájení stavby obou úseků novostavby Pražského okruhu odsud po D1 (511) i přeložky silnice I/12 do Úval byl z původního plánu v březnu 2019 odložen. Stavba obou úseků byla zahájena 16. prosince 2024 a podle plánu má být dokončena roku 2027.

## Popis
Od severu přichází Pražský okruh (D0) od MÚK Satalice (D10), Chlumecká (II/611) a Horní Počernice (D11) v oblasti Černého Mostu, k jihovýchodu povede přes MÚK Dubeč (I/12, Štěrboholská radiála) k MÚK Modletice (D1). Východozápadním směrem po Českobrodské vede stará kolínská silnice. Na Českobrodskou směrem do středu Prahy navazuje na Jarově ulice Hartigova a Husitská vyúsťující na křižovatce U Bulhara na hranici Žižkova a Nového Města.
Jedná se o poloviční čtyřlístkový typ mimoúrovňové křižovatky, přičemž ze sjízdných ramp dálnice se na Českobrodskou na obou stranách sjíždí/najíždí úrovňově, na západní straně s pomocí světelné signalizace.